# Eurithia parcepilosa
Eurithia parcepilosa là một loài ruồi trong họ Tachinidae.